# Нижнє Шерково
Нижнє Шерково (рос. Нижнее Шерьково) — присілок Велізького району Смоленської області Росії. Входить до складу Будницького сільського поселення.
Населення — 9 осіб (2007 рік). 